# Проект А119

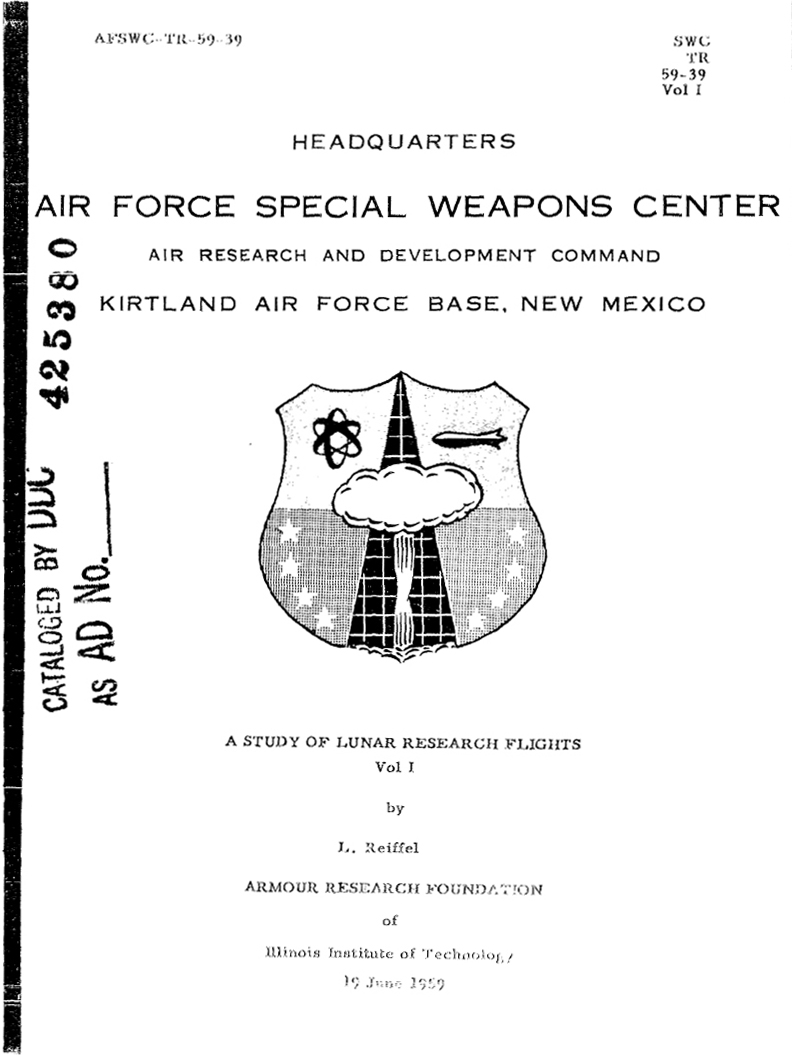
«Изучение исследовательских лунных полётов», том первый.

Проект A119, или «Изучение исследовательских лунных полётов» — секретный план с целью сброса атомной бомбы на поверхность Луны, разрабатывавшийся ВВС США в 1950-е годы.
Считается, что целью подобных действий было показать превосходство США над Советским Союзом и остальным миром во время Холодной войны. О существовании проекта было заявлено в 2000 году бывшим руководителем НАСА Леонардом Рейфелем, который руководил проектом в 1958 году. Частью команды, ответственной за прогнозирование последствий ядерного взрыва в условиях низкой гравитации, был молодой Карл Саган.
План не был приведен в исполнение, возможно потому, что высадка людей на Луну была более приемлемой для граждан США. Проектная документация оставалась засекреченной почти 45 лет, и, несмотря на откровения Рейфеля, правительство США никогда официально не признавало своего участия в проекте.

## Основа проекта
В начале «холодной войны» Советский Союз победил в космической гонке, запустив 4 октября 1957 года орбитальный аппарат Спутник-1. Этот спутник был первым искусственным спутником на околоземной орбите, поэтому его неожиданный удачный запуск в сочетании с провалом американской программы «Авангард» подтолкнул старт новой космической гонки. 
Пытаясь взять реванш, США внедряли ряд новых проектов и исследований, которые в конечном результате привели к запуску спутника Эксплорер-1 и созданию передовых оборонных исследовательских проектов и институтов (DARPA и НАСА).
В 50-е — 60-е годы СССР и Соединённые Штаты совершенствовали своё ядерное оружие и проводили ядерные испытания в разных средах. Обычным делом были и испытания в космосе, вплоть до заключения договора 1963 года. Именно в ключе этих испытаний в 1958 г. и США и СССР планировали провести ядерные взрывы на Луне. Этим проектам не суждено было сбыться, но взрывы в верхних слоях атмосферы и в космосе проводились довольно часто.

## Проект
В 1949 году организация Armour Research Foundation (АРФ) на базе Иллинойского технологического института начала изучать влияние ядерных взрывов на окружающую среду. Эти исследования продолжались до 1962 года. В мае 1958 года АРФ начала тайное исследование возможных последствий ядерного взрыва на Луне. Основная цель программы, проходившей под эгидой ВВС США, — осуществление ядерного взрыва на Луне, который будет виден с Земли. В АРФ считали, что такой эксперимент будет способствовать росту патриотизма американского народа.
Во время осуществления проекта газеты распространяли слухи, что СССР планировал взорвать термоядерную бомбу на Луне. В конце 1957 года американская пресса также сообщала, что СССР планировал отмечать годовщину Октябрьской революции, совпадавшую с лунным затмением 7 ноября 1957 года, ядерными взрывами на Луне.
Подобная идея была выдвинута Эдвардом Теллером, — «отцом» американской термоядерной бомбы, — который в феврале 1957 года предложил взорвать ядерное взрывное устройство и на Луне, и на некотором расстоянии от её поверхности, чтобы проанализировать последствия взрыва.

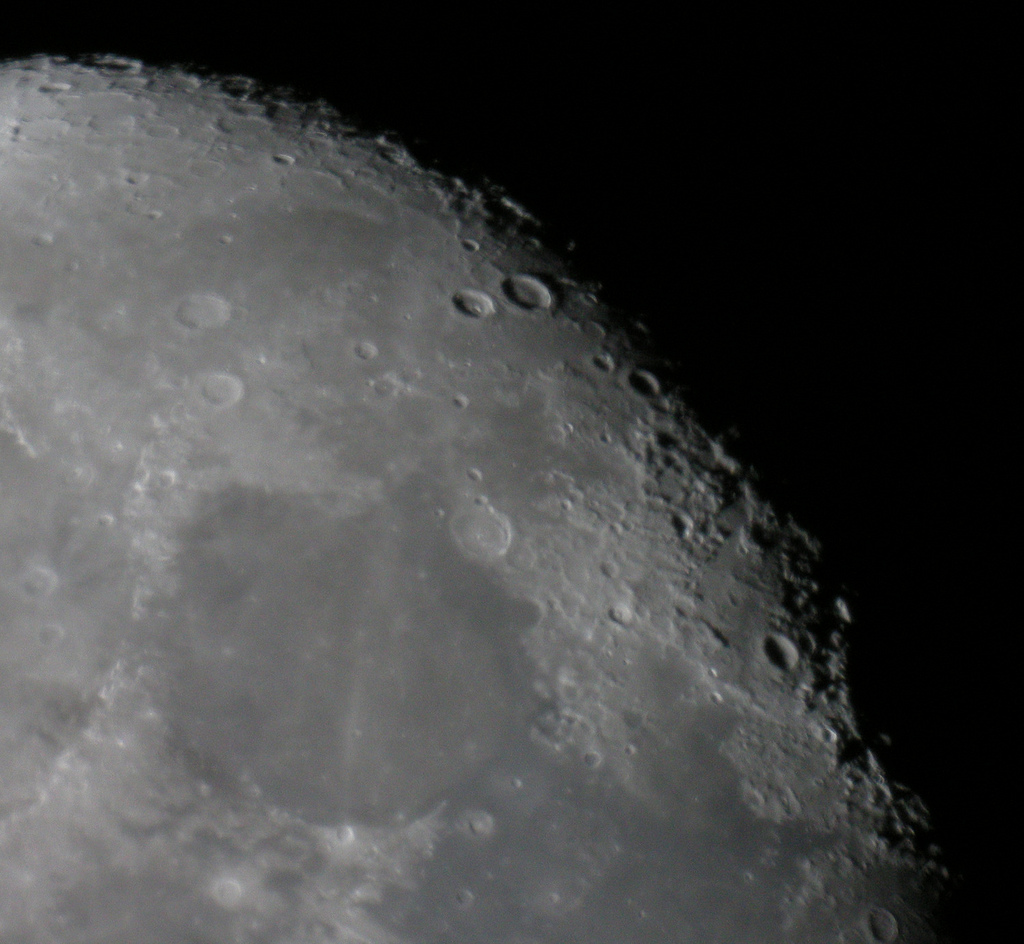
Взрыв должен был произойти вдоль терминатора Луны, в целях максимальной видимости с Земли

### Исследования
Десять членов команды во главе с Леонардом Рейфелем были собраны в Иллинойском технологическом институте в Чикаго, чтобы изучить потенциальную видимость взрыва, его научное значение и влияние на лунную поверхность. Среди членов исследовательской группы были астрономы Джерард Койпер и его докторант Карл Саган, который отвечал за математическое моделирование расширения пылевого облака в пространстве вокруг Луны, что было важным фактором в определении видимости взрыва с Земли.
Для реализации проекта учёные сначала планировали использовать термоядерную бомбу, но ВВС США наложили вето на эту идею из-за веса такого устройства — в то время ещё не было ракет-носителей, способных выводить на околоземную орбиту и доставлять к Луне достаточный по тоннажу груз. Тогда было решено использовать боеголовку W25 — маленькую, лёгкую и с относительно малой мощностью (1,7 килотонны). Для сравнения: «Малыш», сброшенный на японский город Хиросима в 1945 году, имел мощность 13-18 килотонн. Запуск W25 предполагалось осуществить с помощью ракеты-носителя на неосвещённую сторону Луны вблизи линии терминатора, где она должна была взорваться при ударе. Пылевое облако, образованное взрывом, поднялось бы на значительную высоту и попало бы под лучи Солнца, благодаря чему его можно было бы увидеть с Земли. Как считал Леонард Рейфель, прогресс ВВС в развитии межконтинентальных баллистических ракет сделал такой запуск возможным уже в 1959 году.

### Отмена проекта
Проект был отменён ВВС в январе 1959 года. Причины не были объявлены. Можно предположить, что, во-первых, инициаторы проекта и руководители США опасались негативной реакции общественности и, во-вторых, Проект А119 мог представлять опасность для населения в случае неудачного запуска. Ещё одним аргументом против проекта, приведённым руководителем проекта Леонардом Рейфелем, были возможные последствия радиоактивного заражения больших территорий на Луне, которые в будущем могли бы быть использованы при исследовании и колонизации Луны.
Позднейшие исследования показали, что соответствующий советский проект в действительности существовал, но он отличался от сценария, о котором сообщалось в прессе. Появившись в январе 1958 года, он был частью различных планов под кодовым названием «E». Проект E-1 предполагал достижение поверхности Луны, в то время как проекты Е-2 и E-3 имели целью отправку зонда на обратную сторону Луны для того, чтобы сделать серию фотографий её поверхности. Финальная стадия проекта — E-4 — должна была нанести ядерный удар по Луне. Подобно американскому плану, ряд проектов «E» были отменены ещё в стадии планирования из-за опасений относительно безопасности и надёжности ракеты-носителя. Впрочем, этот вопрос остаётся спорным, поскольку командир отдельной инженерно-испытательной части космодрома Байконур Геннадий Пономарёв отрицает, что проект Е-4 был проектом ядерного взрыва на Луне.

## Последствия
Подписанные в 1963 году Договор о запрещении испытаний ядерного оружия в атмосфере, космическом пространстве и под водой и в 1967 году Договор о космосе запретили будущие проекты исследования влияния ядерных взрывов на Луну. Однако ранее как США, так и СССР провели несколько высотных ядерных взрывов, в том числе операции Hardtack I, Argus, Dominic, а также The K Project.

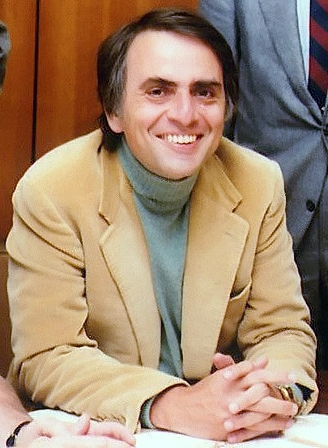
О проекте A119 стало известно благодаря изучению документов во время работы над биографией Карла Сагана

В 1969 пальма лидерства в космической гонке временно перешла к США после успеха миссии Аполлон-11. В декабре того же года сотрудник программы «Аполлон» Гарри Латам предложил осуществить взрыв «небольшого» ядерного устройства на Луне для того, чтобы помочь научным геологическим исследованиям. Эта идея была отклонена, поскольку взрыв помешал бы измерению естественного радиационного фона Луны.
Существование проекта A119 оставалось в секрете до середины 1990-х годов, когда писатель Кей Дэвидсон обнаружил сведения о нём при исследовании документов, необходимом для написания биографии Карла Сагана. Участие Сагана в проекте прослеживалось, исходя из его заявления на академическую стипендию от Института Миллера в Калифорнийском университете в Беркли в 1959 году. В заявлении Саган дал подробную информацию о научно-исследовательском проекте, который, по мнению Дэвидсона, был нарушением правил национальной безопасности. Саган раскрыл названия двух секретных документов по проекту A119: документа 1958 года Possible Contribution of Lunar Nuclear Weapons Detonations to the Solution of Some Problems in Planetary Astronomy, и документа 1959 года Radiological Contamination of the Moon by Nuclear Weapons Detonations', что было утечкой информации. Эти документы принадлежали восьми отчётам, созданным в рамках проекта. Все они были уничтожены в 1987 году.
Биография Карла Сагана «Carl Sagan: A Life» была опубликована в 1999 году. Вскоре после этого была опубликована рецензия в журнале Nature, в которой упоминалось о разоблачении утечки информации. Это привело к тому, что доктор Рейфель написал письмо в журнал, в котором подтверждал то, что такие действия Сагана в то время считались нарушением условий конфиденциальности проекта. Рейфель воспользовался возможностью, чтобы раскрыть подробности исследований, и его заявления позже широко освещались в средствах массовой информации.
В результате публикации данных был подан запрос относительно Проекта A119. И только через сорок лет после программы была издана книга «Изучение исследовательских полётов на Луну. Том Первый.» (англ. A Study of Lunar Research Flights — Volume I). Поиск другой документации по делу показал, что остальные отчёты были уничтожены в 1980 году в Иллинойском технологическом институте.
Доктор Дэвид Лоури, «ядерный» историк из Великобритании, назвал проект «неприличным», добавив, что «если бы проект был осуществлён, мы никогда не имели бы романтического образа Нила Армстронга, который совершил „гигантский прыжок для человечества“».